# Титенков, Сергей Михайлович
Сергей Михайлович Титенков (род. 10 мая 1940) — советский хоккеист, защитник. Мастер спорта СССР (1963).

## Биография
Воспитанник «Крыльев Советов». Выступал за клубы «Крылья Советов» (1959/60 — 1960/61, 1964/65 — 1965/66), СКА Калинин (1961/62 — 1963/64), СКА Куйбышев (1963/64 — 1964/65), «Торпедо» Подольск (1966/67 — 1968/69), «Станкостроитель» Рязань (1969/70).
В классе «А» провёл шесть сезонов (1959/60 — 1962/63, 1964/65 — 1965/66).